# Hlinná
Hlinná (en allemand : Hlinay) est une commune du district de Litoměřice, dans la région d'Ústí nad Labem, en Tchéquie. Sa population s'élevait à 270 habitants en 2021.

## Géographie
Hlinná se trouve à 5 km au nord-nord-est de Litoměřice, à 11 km au sud-est d'Ústí nad Labem et à 61 km au nord-ouest de Prague.
La commune est limitée par Ústí nad Labem et Malečov au nord, par Žitenice à l'est et au sud-est, par Litoměřice et Miřejovice au sud, et par Kamýk à l'ouest.

## Histoire
La première mention écrite de la localité date de 1337.

## Administration
La commune se compose de trois quartiers :
- Břehoryje
- Hlinná
- Strážiště

## Transports
Par la route, Hlinná se trouve à 5 km de Litoměřice, à 15 km d'Ústí nad Labem et à 73 km de Prague.